# Carles de la Cerda
Carles de la Cerda, o Carles d'Espanya, dit de la Cerda, nascut cap a 1326 i mort a l'Aigle del 8 de gener del 1354, va ser conestable de França, i comte d'Angulema de 1351 a la seva mort.

## Biografia
Alfons de la Cerda, avi de Carles, anomenat el Desheretat de resultes de la mort prematura del seu pare Ferran de la Cerda, hereu del tron de Castella havia de succeir a Alfons X el Savi seguint les regles en vigor a la corona de Castella, però es va veure privat dels seus drets pel seu oncle Sanç, que, per un abús d'autoritat institucional va aconseguir fer-se designar com a hereu al seu lloc, i regnarà a la mort d'Alfons X sota el nom de Sanç IV de Castella el Valent.
Alfons el Desheretat va trobar refugi a França el 1303 on Carles IV de França li va donar la baronia de Lunel. El seu fill Lluís de la Cerda va tenir un paper important al seu país d'acollida, sent nomenat comte de Clermont i de Talmont, i fou fet "almirall de França" pel rei Felip VI de França combaten al costat dels francesos durant la Guerra dels Cent Anys. Un altre fill d'Alfons es va dir també Alfons i fou el pare de Carles.
L'educació de Carles fou confiada a Miles X de Noyers, principal conseller de Felip VI. Criat amb el que després fou rei de França sota el nom de Joan II de França, va esdevenir favorit d'aquest darrer. Joan II el Bo el va nomenar el 1350 o 1351 com a comte d'Angulema al lloc de l'intrigant Carles II de Navarra al que va expropiar el comtat (tot i que el mateix Carles II i després el seu fill Carles III de Navarra van mantenir el títol de manera nominal). Carles II va considerar el fet una espoliació, el que es va afegir al seu rancor de no regnar sobre el regne de França.
El gener de 1351, Carles fou fet conestable de França al lloc de Raül II de Brienne, comte d'Eu.
De resultes d'un sever altercat amb el desconfiat Felip de Navarra (el germà de Carles el Dolent), Carles de la Cerda fou assassinat el 8 de gener de 1354 de 80 estocades a l'hostal de la «Truja que Fila» a L'Aigle per un dels homes de mà del rei de Navarre, Joan de Soult dit le Bascon.
Es va casar el 1351 amb Margarida de Blois, filla de Carles de Blois, baró de Mayenne, senyor de Guisa i per matrimoni Comte regent de Penthièvre, i Duc regent de Bretanya.
 Va morir sense descendència.

## Genealogia ascendent
Carles de La Cerda era el fill d'Alfons de La Cerda el Desheretat († 1327), i d'Isabel d'Antoing. Era de doble llinatge reial, ja que descendia a la vegada d'Alfons X el Savi i de Lluís IX de França
```
Lluís IX de França
 (sant Lluís)
│ 
└──>Blanca de França (1253-1320).
casada el 1268 amb 
Ferran de la Cerda
 (1255 - † 1275), infant de Castella, fill-hereu d'Alfons X el Savi al que va premorir
│ 
└──>
Alfons de la Cerda
 (1270 - † 1324), baró de Lunèl
casat amb Matilde de Brienne, filla del comte Joan II de Brienne († 1294)
│ 
└──>Alfons de la Cerda (1289-1327) dit 
Alfons de Castella
 († 1327), baró de Lunèl
casat el 1325 amb Isabel d'Antoing
│ 
└──>
Carles de La Cerda
 (vers 1326 - † 1354), comte d'Angulema 1350-1354 
casat el 1351 amb Margarida, filla del comte 
Carles de Blois
, duc regent de Bretanya.
```